# Chirimen

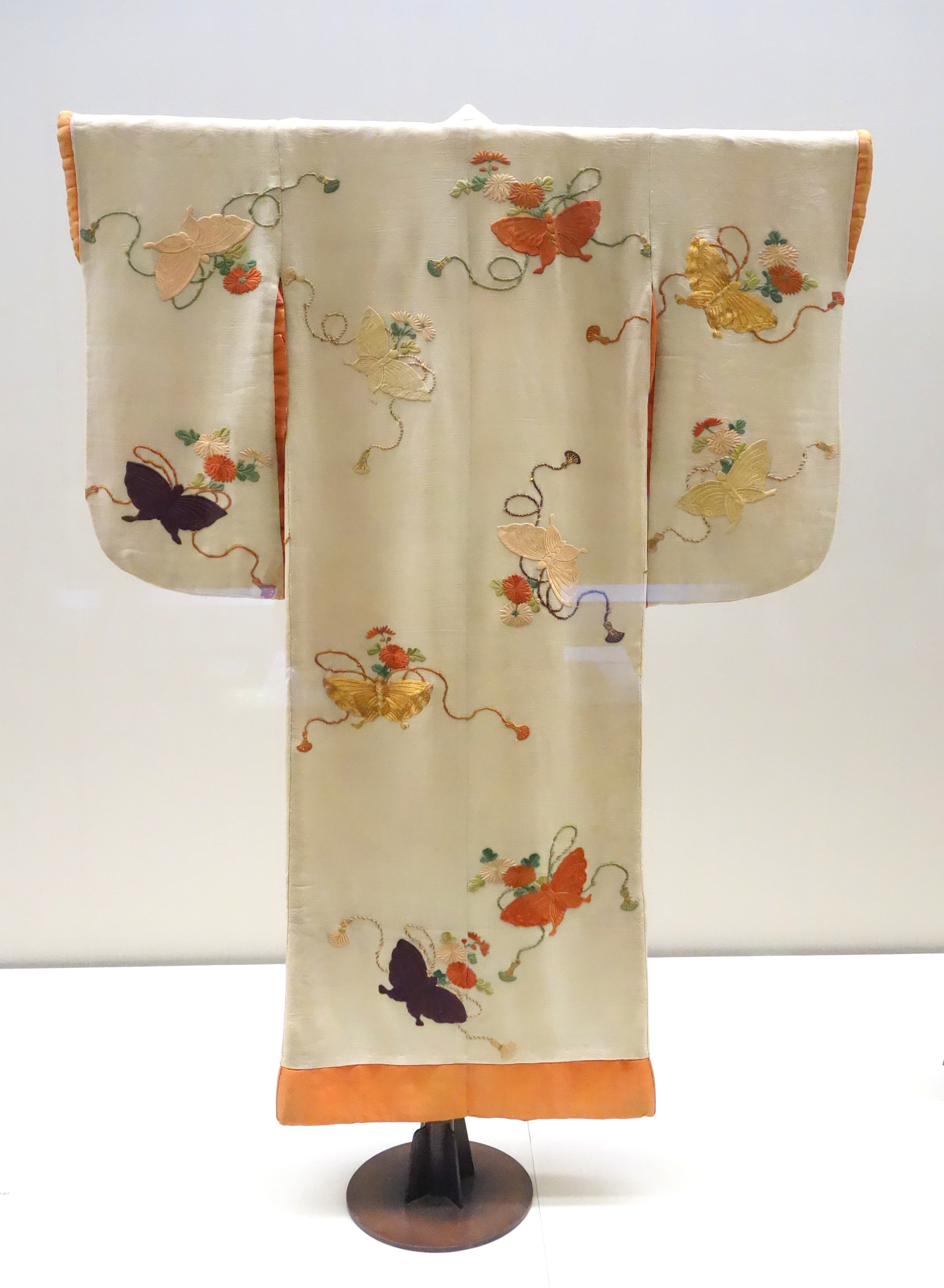
Vêtement d’enfant en chirimen.

Le chirimen est un tissu japonais dont l'armure est formée de petites vagues.
Le terme désigne des tissus de crêpe dans leur généralité, seule l'armure de tissage dont ils sont composés les différencie les uns des autres.

## Étymologie

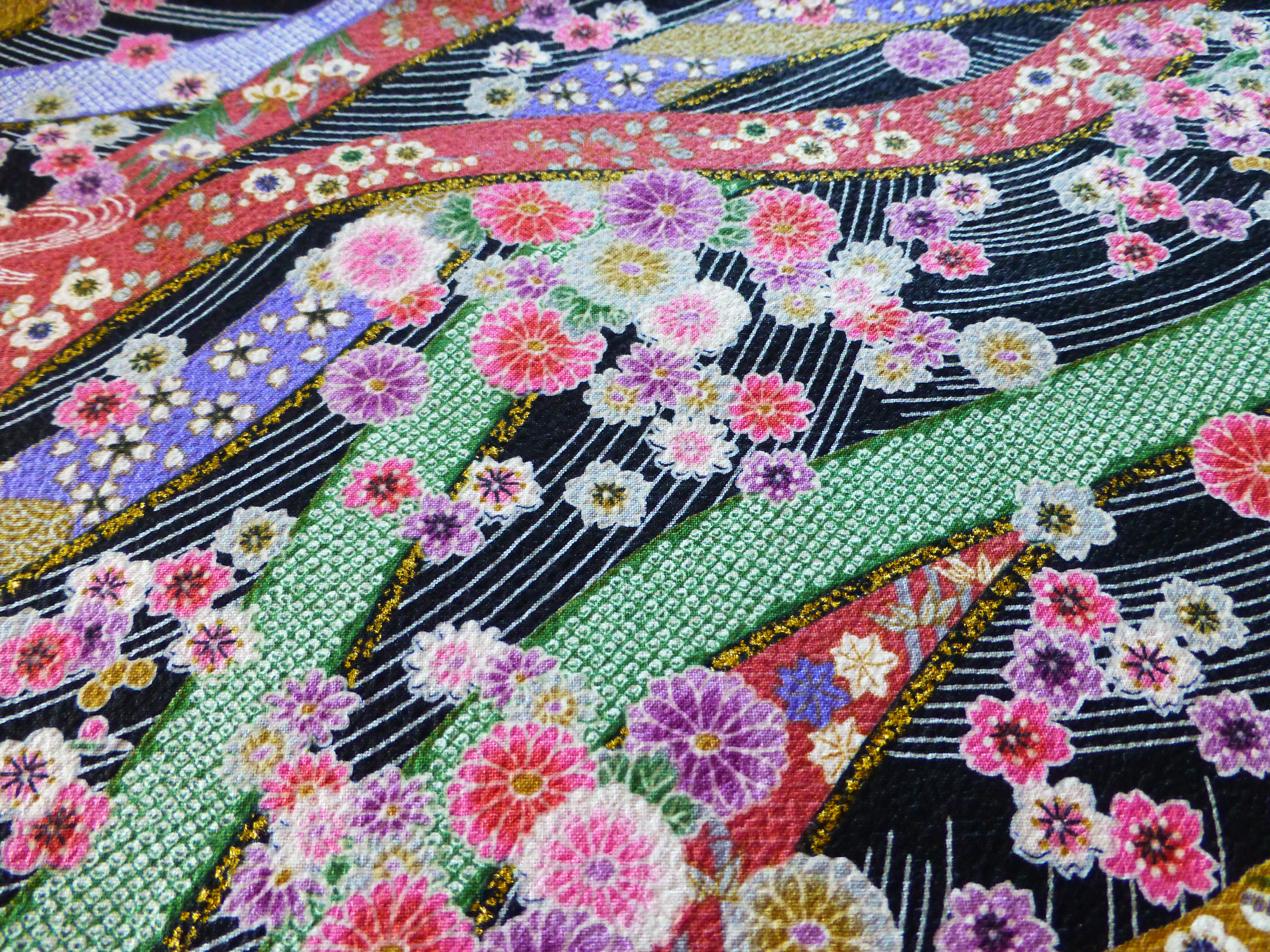
Chirimen en crêpe de coton finement gaufré.

Chirimen signifie en japonais « tissu de crêpe ».

## Histoire
Le chirimen apparaît à l’ère Edo, il s’agit alors d’un tissu de crêpe de soie utilisé pour la confection de kimonos. Les chutes de tissu sont également utilisées pour fabriquer de petites poupées ou des jouets.

## Variétés

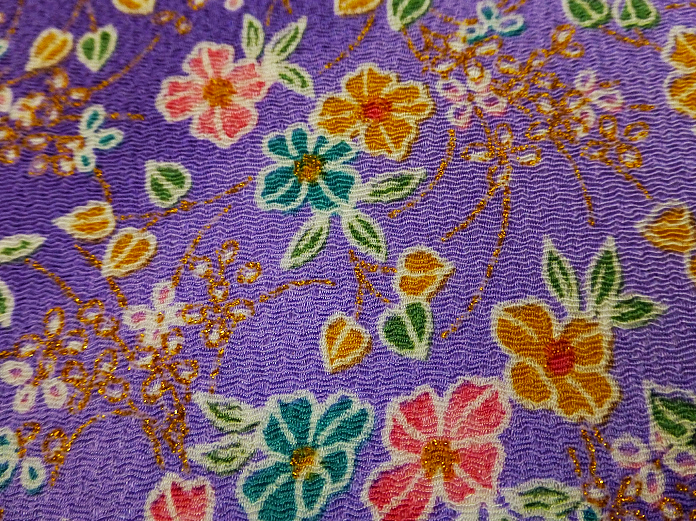
Chirimen avec armure de tissage vrillée.

Il en existe différentes variétés en Asie : en crêpe en coton finement gaufré dont le touché est doux et soyeux mais aussi un tissu de crêpe plus particulier confectionné avec de la soie ou de la rayonne dont le tissage donne un relief de petites vaguelettes au tissu.

## Fabrication
La technique de tissage consiste à entortiller un fil autour d'un autre afin de le vriller. Les fils vrillés seront ensuite utilisés pour confectionner le tissu.